# Alexandria (Nueva York)
Alexandria es un pueblo ubicado en el condado de Jefferson en el estado estadounidense de Nueva York. En el año 2000 tenía una población de 4097 habitantes y una densidad poblacional de 18.5 personas por km².

## Geografía
Alexandria se encuentra ubicado en las coordenadas 44°18′35″N 75°52′21″O / 44.30972, -75.87250.

## Demografía
Según la Oficina del Censo en 2000 los ingresos medios por hogar en la localidad eran de $33 333, y los ingresos medios por familia eran $42 813. Los hombres tenían unos ingresos medios de $30 870 frente a los $21 050 para las mujeres. La renta per cápita para la localidad era de $16 879. Alrededor del 13.6% de la población estaban por debajo del umbral de pobreza.